# Diapasón (instrumento de cuerda)

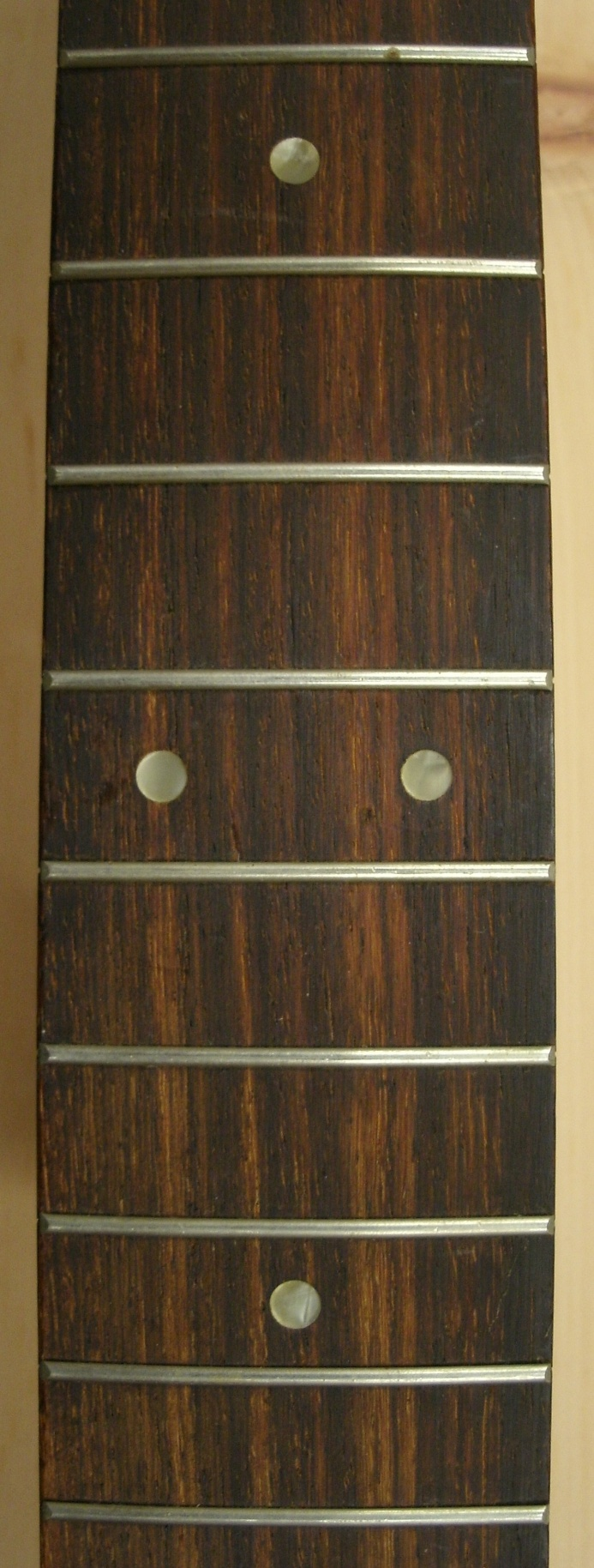
Diapasón de guitarra

El diapasón, en los instrumentos de cuerda, es una pieza de madera que cubre por su parte anterior al mástil y donde se pulsan las cuerdas para conseguir las diferentes notas. Si el instrumento tiene trastes, como es el caso de los instrumentos de cuerda pulsada, estos se encuentran incrustados en el diapasón.
En Grecia expresaba el intervalo de la octava que abarca todas las notas del sistema perfecto.
Modernamente este término expresa dos ideas: diapasón como voz, y un instrumento de sonido fijo usado en afinación, el monocordio diapasón.
- Datos: Q745887
- Multimedia: Fingerboards and fretboards (string instrument) / Q745887